# Fazenda Santa Clara (Santa Rita de Jacutinga)
A Fazenda Santa Clara é uma atração turística localizada no município de Santa Rita de Jacutinga, no estado brasileiro de Minas Gerais.

## História
O fazendeiro e minerador nascido em São João Del Rei, então Capitania de Minas Gerais, Luiz Fortes de Bustamante e Sá, assumiu, no final do século XVIII, o cargo de guarda-mor do registro de Rio Preto. Mas Luiz desistiu do cargo, sendo substituído pelo seu irmão Francisco Dionísio Fortes de Bustamante, que mudou com a esposa e filhos em Rio Preto, em 1800, aproximadamente. No ano de 1824 o seu filho Francisco Tereziano Fortes de Bustamante foi agraciado pelo governo imperial com uma sesmaria de terras, onde montou a fazenda Santa Clara, concluída em 1856. A fazenda foi deixada, com sua morte, para a viúva Maria Tereza de Souza Fortes, Viscondessa de Monte Verde. Com a morte da Viscondessa, que não tinha descendentes diretos, a fazenda ficou com o seu irmão Carlos Teodoro de Souza Fortes, que era o 2º Barão de Santa Clara. A fazenda acabou sendo hipotecada ao banco. Depois, foi à leilão e arrematada pelo Comendador Modesto Leal e, em seguida, ao Coronel João Honório. Hoje é propriedade de seus descendentes.
Com 6 mil m², a Fazenda Santa Clara é uma das maiores propriedades rurais com origem no século XIX ainda existentes. Tem 46 quartos, 14 salões, uma capela, dois terreiros de café, senzala, masmorra, um mirante e outras dependências apropriadas. O terreiro de café é primoroso e foi construído com conchas e óleo de baleia. A masmorra foi concebida com solidez tal que impedisse fugas. No mirante, construído para vigiar a propriedade do alto, foi instalado um grande relógio alemão, fabricado em 1840 e ainda funcionando. A fazenda foi utilizada como cenário dos seriados de televisão "Abolição", veiculado em 1988, e da novela "Terra Nostra", exibida em 1999.
Como ocorre com muitas construções antigas, a fazenda tem suas lendas como a escada do "Pai Nosso" e a escada da "Ave Maria". Ali, o crente faz um um pedido assim que chegar ao último degrau. Dizem que o casarão foi concebido com 365 janelas para simbolizar todos os dias do ano. Também há "janelas" apenas pintadas que, segundo a lenda, objetivavam somar 365 . A história conta que pela fazenda teriam passado aproximadamente 2.800 escravos, o que pode ser uma verdade, pois ali se produzia muito café, o que exigia uma grande quantidade de mão de obra.